# Phoenix (Asia)
Phoenix è il decimo album in studio della rock band britannica Asia, pubblicato nel 2008. È stata la prima registrazione in studio con la formazione originale dopo la reunion nel 2006.

## Ricezione
Phoenix è stata vista come in qualche modo polarizzante. Il sito di notizie e recensioni Vintagerock è stato positivo nei confronti dell'album, affermando che la band era maturata in modo significativo nel corso degli anni. "La musicalità superiore e le grandi canzoni non passano mai di moda, e mentre è illogico pensare che i Phoenix possano raggiungere le vette del debutto del gruppo dal 1982, il disco riesce rimanendo fedele al suo scopo. Se questa pubblicazione è un set per le cose a venire, allora potremmo vedere altra musica nuova e meravigliosa dall'Asia."[2] Anche Allmusic è stato generalmente positivo nei confronti dell'album, con un punteggio di 4/5 che lo ha paragonato favorevolmente ai primi due album asiatici. D'altra parte, Variety lo ha criticato per lo stesso motivo, proseguendo dicendo che "Quello che manca gravemente questa volta è l'orecchiabilità pop/rock dei già citati" Heat "e" Only Time Will Tell "che hanno portato la band a successo inaspettato ai tempi.Un eccesso di ballate sciroppose tipo Muzak come "Heroine" e "I Will Remember You" e un po' di rock vero servono solo a ricordare che non solo non puoi ma non dovresti tornare a casa di nuovo ."[3] Anche Glide Magazine ha stroncato l'album. "Poiché Phoenix non ha praticamente alcuna qualità di redenzione, sembra che il debutto dell'Asia debba essere tristemente relegato in qualcosa che mi piace malgrado se stesso. Phoenix non se la cava nemmeno così bene, perché semplicemente non c'è piacere, colpevole o altro. Immagino tutto ciò che sale from the Ashes non va bene."[4] La suite Parallel Worlds/Vortex/Déyà in questo album è la più vicina al rock prog che la band abbia mai prodotto, in tre diversi movimenti. Prima c'è Parallel Worlds che è la canzone in sé, e poi due brani strumentali, Vortex e Déyà.

## Tracce
1. Never Again – 4:54
2. Nothing's Forever – 5:47
3. Heroine – 4:54
4. Sleeping Giant / No Way Back / Reprise – 8:10
5. Alibis – 5:40
6. I Will Remember You – 5:12
7. Shadow of a Doubt – 4:19
8. Parallel Worlds / Vortex / Déyà – 8:13
9. Wish I'd Known All Along – 4:07
10. Orchard of Mines – 5:12
11. Over and Over – 3:34
12. An Extraordinary Life – 4:59

## Personale

### Asia
- John Wetton – voce solista e di supporto, basso
- Steve Howe – chitarre elettriche, acustiche e steel, voci armoniche in "Wish I'd Known All Along", cori
- Geoff Downes – tastiere, cori
- Carl Palmer – batteria, percussioni

### Musicisti aggiuntivi
- Hugh McDowell – violoncello (in "I Will Remember You" e "An Extraordinary Life")

### Personale tecnico
- Steve Rispin – co-produttore, ingegnere, tecnico del missaggio (tracce 2, 4, 6, 7, 10, bonus track)
- Simon Hanhart – tecnico del missaggio (tracce 1 (edizione europea), 3, 12)
- Curtis Schwartz – tecnico del missaggio (tracce 5, 8, 9, 11)
- John X. Volaitis - tecnico del missaggio (in "Never Again" (edizione USA))
- John Dent – ingegnere di mastering (presso Loud Mastering, Taunton, Somerset) (edizione europea)
- Evren Göknar - ingegnere di mastering (presso Capitol Mastering, Hollywood, Los Angeles) (edizione USA)
- Roger Dean – logotipo di copertina, pittura interna
- Martyn Dean – lavoro al computer, design della copertina
- Michael Inns – fotografia
- Karen Gladwell – opera d'arte